# Croconema boucheri
Croconema boucheri is een rondwormensoort. De wetenschappelijke naam van de soort is voor het eerst geldig gepubliceerd in 1976 door Ott.